# .ni
.ni е интернет домейн от първо ниво за Никарагуа. Администрира се от Universidad Nacional del Ingernieria. Представен е през 1989 г.

## Домейни от второ ниво
- .gob.ni
- .co.ni, .com.ni
- .ac.ni, .edu.ni
- .org.ni
- .nom.ni
- .net.ni
- .mil.ni